# Mak
Mak (znanstveno ime Papaver) je rod kritosemenk iz družine makovk, v katerega uvrščamo 70 do 100 vrst. Maki so enoletnice, dvoletnice ali trajnice, ki uspevajo v zmernih in hladnih predelih Evrazije, Afrike in Severne Amerike.
Njihovi cvetovi imajo 2 venčna lista, ki odpadeta, ko se popek odpre, in 4 do 6 čašnih listov rdeče, rožnate, oranžne, rumene ali bledo vijoličaste barve.

## Nekatere znane vrste
- poljski mak (Papaver rhoeas)
- turški mak (Papaver orientale)
- vrtni mak (Papaver somniferum)
- Kernerjev mak (Papaver alpinum kerneri)
- Julijski mak (Papaver alpinum ssp. ernesti-mayeri)
- Retijski mak (Papaver alpinum ssp. rhaeticum)